# Crypteffigies pseudocryptus
Crypteffigies pseudocryptus là một loài tò vò trong họ Ichneumonidae.